# 上野パーク劇場
上野パーク劇場（うえのパークげきじょう）は、東京都台東区上野2-14-30にあった新東宝系列の映画館。

## 概要
1951年に新東宝の主に海外作品を上映。開業当時の上野方面は、戦前の下谷区時代から存在していた上野日活館の他、1954年に東宝のロードショー館だった上野東宝劇場・上野宝塚劇場、大蔵映画直営の上野公楽座（現：上野オークラ劇場）、1952年に公楽座と同じ大蔵映画系列の上野スター座（後の上野スタームービー）、1953年に松竹系の上野松竹映画劇場（後の上野セントラル）が相次いでオープンしており、1957年には東急系列の洋画ロードショー館・上野東急がオープン。ニュース劇場などを含めて13スクリーンの映画館が上野方面に存在していた。
1970年代に入ると当劇場も東宝系列の小作品も上映。1990年3月1日に閉館。
跡地にはパセラリゾーツ上野公園前店がオープン。その後2017年11月4日、松坂屋上野店などが入居する上野フロンティアタワー7階 - 10階に同施設の後を継ぐ『TOHOシネマズ上野』がオープンする。

## 主な上映作品
| 公開年 | タイトル                                                                                       |
| ------ | ---------------------------------------------------------------------------------------------- |
| 1978年 | 『ルパン三世 ルパンVS複製人間』                                                                |
| 1980年 | 『家なき子』                                                                                   |
| 1981年 | 『21エモン 宇宙へいらっしゃい!』＆『ドラえもん ぼく、桃太郎のなんなのさ』                      |
| 1982年 | 『呪われた森』、『少林寺』                                                                     |
| 1983年 | 『ザ・カンニング アルバイト情報』                                                              |
| 1984年 | 『インディ・ジョーンズ/魔宮の伝説』                                                            |
| 1985年 | 『ビルマの竪琴（1985）』、『フライトナイト』、『ポリス・ストーリー/香港国際警察』              |
| 1986年 | 『ドン松五郎の生活』、『スペースキャンプ』、『サンダーアーム 龍兄虎弟』                        |
| 1987年 | 『ゴーストハンターズ』、『ドン松五郎の大冒険』                                                 |
| 1988年 | 『危険な情事』、『ゾンビ伝説』、『バイブス秘宝の謎』、『ビッグ』、『死海殺人事件』、『孔雀王』 |
| 1989年 | 『K-9/友情に輝く星』、『奇蹟/ミラクル』                                                        |
| 1990年 | 『孔雀王アシュラ伝説』                                                                         |

シリーズ作品
- 『スター・ウォーズシリーズ』（『エピソード4』、『エピソード6』）
- 『スタートレック』シリーズ（Ⅲ、Ⅴ）
- 『がんばれ!! タブチくん!!』シリーズ（第2弾、第3弾）